# القيادة السياسية الموحدة

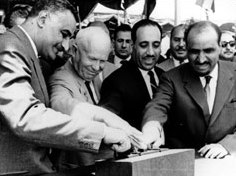
من اليسار إلى اليمين: عبد الناصر، خروتشوف، عارف والسلال في مصر (مايو 1964)

تم الاتفاق على قيادة سياسية موحدة في عام 1964 بين رئيسي مصر والعراق (جمال عبد الناصر وعبد السلام عارف) وكذلك بين رئيسي مصر وشمال اليمن (عبد الناصر وعبد الله السلال). وكان كلا المشروعين موازيان ولكن غير مرتبطين ببعضهما البعض. كان من المفترض أن تكون القيادة السياسية الموحدة كنوع من الحكومة الانتقالية التي ينبغي عليها الإعداد للاندماج التدريجي بين العراق ومصر وشمال اليمن مع مصر في جمهورية عربية متحدة جديدة.